# Salix capusii
Espèce
Classification APG III (2009)
Salix capusii est une espèce de plantes à fleurs de la famille des Salicaceae. C'est un arbre avec des branches brun-châtaigne et des feuilles gris bleu de 4 à 5 cm de long. L'espèce est native d'Asie : Afghanistan, Tadjikistan, Pakistan et Chine.

## Description
Salix capusii peut atteindre 6 mètres de haut. Il présente une écorce gris mat. Les jeunes feuilles sont cotonneuses. Les jeunes branches sont dorées et finement velues.
L'espèce se rencontre en Afghanistan, au Tadjikistan, au Pakistan et dans la province chinoise du Xinjiang. En Chine, on la trouve à une altitude comprise entre 1 000 et 2 800 mètres.
Synonymes : Salix coerulea E.L.Wolf et Salix niedzwieckii Goerz.